# 한국의 상고시대 문학
한국의 상고 시대 문학은 한국 역사가 시작될 초기의 문학이다.
아득한 옛날인 상고 시대의 역사에 대해 자세한 답변을 해줄 수 있는 기록은 없다. 외족의 침략이 빈번하여 한국의 고문헌이나 기록이 모두 없어져 그 구체적인 양상을 파악할 수 없고, 고려 시대에 이루어진 《삼국사기》, 《삼국유사》 그리고 중국의 진수(陳壽)의 찬(撰)인 《삼국지》 등에서 상고 시대의 생활 풍습을 이야기해 줄 뿐이다. 이러한 문헌에 정착된 문학은 원래 있던 대로의 모습은 아닐 것이고, 또 작자를 전하고 있다 할지라도 모두 오랫동안 전승해 오는 동안 점차 형성된 것으로 이른바 민족 전체가 공동으로 제작한 민족 문학이라 할 수 있다. 이 민족 문학은 후세에 분화·전개된 본격적 문학의 형태와 비겨 혼돈 그대로이며 신화·전설의 설화적 요소와 가요적 요소가 확연히 분화되지 않고 서로 혼융(渾融)된 채로 남아 있다.
이런 상황에서도 볼 수 있듯이 상고 시대의 문학에 대해 알 수 있는 기록이나 작품도 극히 드물다. 단지 몇 개의 시가(詩歌)와 신화만이 후대에 알려지고 있는 것이다.
이 시기의 주요 작품으로는 공무도하가, 황조가, 구지가, 정읍사 등이 있다.

## 기원
기록으로 보아 한국 고대 시대의 사람들의 예술 활동은 (1) 종교 의식과의 관계, (2) 농경 생활과의 관계, (3) 가무와 음주를 즐기고, (4) 그 형태는 집단적이고, (5) 독창적인 예술 활동을 실천함으로써 그들의 창조적 능력을 발휘했다. 앞의 고기록(古記錄)에서 나타난 춤과 노래는 원시 종합 예술에 붕괴를 일으켜 이제 분화·독립하려는 징조로 파악할 수 있으며, 마한조에서 보는 “손과 발이 서로 응하여 절주(節奏)”가 있었다는 데서 운율과 균제(均齊)의 미를, 변진조의 〈탄지역유음곡(彈之亦有音曲)〉으로 보아 음악과 무용의 분화 과정을 추측할 수 있으며, 서정시가의 출현을 예고해 주고 있다. 이렇게 고대 한국의 예술과 문학의 시원(始原)은 원시적인 생활 형태에서 발생하여 오랫동안 구비로 전승되어 왔다. 2세기경 외래문화인 한자의 전래와 함께 6~7세기경 국사 편찬(國史編纂)으로 비로소 정착되었으나, 이것조차 전하지 않고 겨우 《삼국사기》와 《삼국유사》에서 그 자취를 엿보게 한다.

## 서사 문학
문학사에서 동서고금을 막론하고 서사 양식과 서정 양식이 문학의 양대(兩大) 장르로 다루어지고 있다. 서구 문학사의 경우 일반적으로 서사 양식이 서정 양식에 선행하여 나타나 있다. 하지만 한민족(韓民族)의 상고 시대에는 서사 양식이 본격적으로 생성될 수 있는 국가적·역사적 배경이 이룩되지 못했다. 역사적 사건 속에서 영웅적으로 활동하는 주인공의 등장을 보지 못한 것이다.
한 시대를 웅대하게 살아간 영웅이라 하더라도 그들의 위치는 사회와 개인, 주체와 객체의 분리되지 않는 조화로 승화되지 못하고 대개는 위국충절·입신양명의 한계를 벗어나지 못하고 있다. 이렇게 서사 양식이 발달하지 못한 상황 속에서 이에 대체되는 문학 양식은 신화·전설·설화 등이 되었다. 신성 관념(神性觀念)이 지배적인 신화시대에는 민족 및 건국(建國)에 대한 신이함, 조상신 및 자연물상의 창시에 관한 신화와 역사적 인물의 업적이나 기념비적인 위업에 관한 전설, 그리고 흥미본위의 전설 등은 모두 훌륭한 문학이다.
이상과 같은 서사 문학(기록 문학)은 때로는 서정적인 가요를 삽입하기도 하였으며 혹은 구승(口承)도 되고 혹은 기록으로 정착되기도 하였다.
단군 신화 또한 이러한 의미에서 살펴볼 수 있다. 고려 때 승려 일연(一然)의 《삼국유사》의 기록을 볼 때 단군의 어머니 웅녀는 곧 천왕 환웅(桓雄)의 연녀(戀女)로서 왕권 세습제의 무군(巫君)인 단군을 낳았고, 범은 또 무사의 상징으로서 표상된 것이 아니라면 이는 당시 원시 단수림(壇樹林) 속에 곰과 범을 숭배하는 두 개의 부족이 함께 생활하다가 원시 농업 경제의 주권 쟁탈전에서 웅계(熊系)의 부족이 승리하여 호계(虎系)의 부족을 쫓아내었음을 뜻한다고 여겨진다.
그리하여 웅계에서 전제(專制) 왕권이 세습되어 내려왔으므로 곰에 대한 설화와 전설은 이로써 끝나 버리고, 호계에 대해서는 다만 신화와 전설만을 남겼던 것이다.

## 서정 문학
서정 양식은 서정시로 대표된다. 시가의 기원은 원시 고대적 공동체 사회의 제의(祭儀)에서 발생하였고, 분화되어 악기를 연주하는 노래로 발전하고, 지금은 음악으로부터 유리된 가사만이 변천의 과정을 겪고 문자로 정착되어 있는 것이다. 공동체 사회의 노래는 집단적·민중적인 색채가 짙어서 집단의 공통 감정에 영합되는 것이었다.
개인의 감정 표현이 배제된 고대 가요는 차츰 개인의식의 발달에 따라 개인의 주정(主情)을 읊는 서정시로 변천하게 된다. 그러나 이때에는 독립 시가(獨立詩歌)로 발전되는 것이 아니라 다른 문학 장르, 즉 광의(廣義)의 설화 문학과 결부된다. 즉 설화적인 배경을 가진다.
고조선의 〈공후인〉도 바로 설화 문학과 결부된 시가이다. 〈공후인〉은 한시체의 시가로 전해지고 있는데 노래가 성립되기까지의 설화가 노래와 함께 전해져 내려오는 것이다. 고구려 유리왕이 지었다는 〈황조가〉도 기원전 1세기경의 서정시로 설화를 배경으로 한 뛰어난 작품이다.
서정시는 그 초기 형태에서 음악적 반주에 수반하였을 뿐 아니라 감정 내용을 율동적으로 표현한 것이기 때문에 음률 형태를 취하였다. 고대 서정시는 대체로 사언고시체(四言古詩體)의 한시(漢詩)로 전해지고 있으며, 이후 향가의 형성에도 많은 영향 관계가 있는 것으로 보인다.

## 같이 보기
- 한국의 고대 문학
- 삼국 시대의 문화